# Polittico di San Domenico (Simone Martini)
Il Polittico di San Domenico di Simone Martini è un dipinto a tempera e oro su tavola (113x257 cm), databile al 1323-1324 e conservato nel Museo dell'Opera del Duomo di Orvieto. Proviene dall'altare principale della chiesa di San Domenico a Orvieto ed è il terzo, in ordine cronologico, dei tre polittici orvietani del maestro senese. 

## Storia
Il polittico proviene dalla chiesa del convento di San Domenico ad Orvieto. Una cronaca trecentesca del convento ad opera di Gian Matteo Caccia cita che il vescovo di Sovana Trasmondo Monaldeschi avrebbe pagato 100 fiorini per una pala da collocare sull'altare maggiore della chiesa. Tale documento ha permesso di risalire quindi al committente, al valore della commissione e alla destinazione originaria dell'opera. Trafugato da Napoleone all'inizio del 1800, il polittico fu restituito in seguito alla città di Orvieto che, nel corso dello stesso secolo, la pose nel Museo dell'Opera del Duomo, dove si trova ancora oggi.
In origine il polittico aveva 7 scomparti, di cui rimangono solo 5, e cuspidi sopra di essi, oggi tutte perdute.
Il polittico reca la firma e la data sulla parte bassa del pannello centrale recante la Madonna col Bambino: …..N.DE.SENIS.ME.PINXIT….D.  M.CCC.XX…Si intravedono anche tracce delle lettere M e O del nome (alla sinistra delle lettera N) lasciando ben pochi dubbi sul fatto che si trattasse proprio di “Simon de Senis”.
Più dibattuta è stata la datazione dell'opera. Nonostante il polittico rechi la data 1320, lo spazio vuoto e la consunzione della tavola sulla destra dei due numeri romani XX fa pensare che ci fosse qualche altra cifra romana (i, II, III, IV o anche V). Documenti del XIX secolo citano date del 1322 e 1321, indicando come l'opera stesse perdendo progressivamente i “bastoncini” indicanti le unità nella numerazione romana.
Ci sono anche considerazioni storiche e stilistiche che fanno risalire il polittico agli anni 1323-1324. Per prima cosa il polittico fu realizzato per una chiesa domenicana che proprio in quegli anni celebrava la canonizzazione di uno dei suoi più grandi esponenti: Tommaso d'Aquino (canonizzato nel 1323). La figura del dedicante (che i documenti ci dicono essere il Vescovo di Sovana Trasmondo Monaldeschi) in basso nel pannello della Maddalena fa pensare ad una commissione in occasione dell'evento.
I volti delle figure hanno inoltre un aspetto severo ed hanno perso il cenno di sorriso arcaizzante presenti nelle precedenti opere di Simone Martini, quale il Polittico della chiesa di Santa Caterina d'Alessandria a Pisa del 1319-1320, conservato oggi al Museo Nazionale di San Matteo. Una facies così severa induce a pensare ad una collaborazione con il cognato Lippo Memmi che proprio a partire dal 1323 iniziò ad adottare questa tipologia dei volti (si pensi al Polittico del 1323 di Lippo Memmi proveniente dal Duomo di Pisa e conservato oggi al Museo Nazionale di San Matteo, ben distinto nei volti dalla Madonna della Misericordia del Duomo di Orvieto o dall'Apoteosi di Tommaso d'Aquino della chiesa di Santa Caterina d'Alessandria a Pisa, entrambi dello stesso Lippo Memmi e risalenti al 1320 circa). Gli altri due polittici orvietani di Simone Martini hanno ancora dei volti sereni e distesi, suggerendo che furono realizzati precedentemente a quello in questione. L'assenza di spille a legare il mantello sul petto delle figure femminili è un altro elemento che depone a favore di una datazione più tarda del 1320, essendo tali ornamenti presenti nel Polittico di Santa Caterina d'Alessandria del 1319-1320 e negli altri due polittici orvietani che a questo punto si collocano prima di quello in questione. Un ultimo elemento significativo è dato dai due giri di archi a sesto acuto a decorare i bordi esterni della areole nello scomparto centrale e il motivo floreale a sette buchi dentro le stesse areole, decorazioni che troviamo in tutte le opere successive di Simone Martini, ma ancora assenti nel Polittico di Santa Caterina d'Alessandria del 1319-1320, nel primo dei polittici orvietani e appena accennati nel secondo (dove troviamo solo il punzone a sette buchi).
Tutti questi elementi fanno ritenere che il Polittico in questione sia l'ultimo dei tre polittici orvietani realizzati in sequenza da Simone Martini nel 1320-1324, e quindi databile al 1323-1324 circa.

## Descrizione
Il polittico reca cinque scomparti raffiguranti, da sinistra a destra, San Pietro (con le chiavi del paradiso), Santa Maria Maddalena (con il vaso di oli profumati), la Madonna col Bambino, San Paolo (con la spada con cui fu decapitato e le sue epistole) e San Domenico (con i gigli simboli di castità). Il dedicante del polittico, che una cronaca trecentesca del convento di san Domenico ci dice essere il vescovo di Sovana Trasmondo Monaldeschi) è raffigurato nello scomparto di Maria Maddalena, inginocchiato con il piviale, la mitria e il pastorale vescovili e raffigurato su piccola scala come era consuetudine in quel periodo per un dedicante. Il vescovo era notoriamente devoto alla Maddalena, spiegando la presenza della santa nel polittico e la scelta del vescovo di farsi raffigurare proprio in quello scomparto.
In origine il polittico recava 7 scomparti. Sulla base delle regole di simmetria (che voleva figure affini nelle posizioni corrispondenti sui due lati), del lato verso cui i santi sono rivolti e dell'importanza dei vari santi per l'ordine domenicano del tempo, è stato possibile ricostruire la successione degli scomparti da sinistra a destra: San Domenico, San Pietro, Santa Maria Maddalena, Madonna e Bambino, Santa Caterina d'Alessandria, San Paolo, San Tommaso d'Aquino.
Al pari degli altri due polittici orvietani dell'artista senese, le figure sono collocate sotto archi a sesto acuto trilobati, un'evoluzione rispetto agli archi a tutto sesto adottati da tutti gli artisti per gli scomparti di polittico fino alla fine degli anni dieci.

## Stile
Nel contesto dell'arte trecentesca il polittico è caratterizzato dal tipico stile di Simone Martini, con figure eleganti e cortesi, aristocratiche nelle posture, negli sguardi e nel tocco delle mani, influenzate da Duccio di Buoninsegna nella bottega di cui avvenne la sua formazione. I volti sono particolareggiati in tutti i dettagli anatomici rivelando la grande capacità del pittore senese, ineguagliata in quegli anni, di dipingere volti realistici, addirittura ritratti. Colpisce l'intensità degli sguardi dei vari personaggi rappresentati. I chiaroscuri dei volti e dei panneggi e le pieghe volumetriche di questi ultimi rivelano l'influenza di Giotto, influenza che Simone cominciò a subire in seguito all'incontro con il pittore fiorentino ad Assisi, nel 1313-1318 circa.
Nel contesto dell'evoluzione stilistica di Simone Martini nel corso della sua carriera, questo polittico denota lo stile maturo del maestro, influenzato anche da possibili collaboratori quali Lippo Memmi, che potrebbero aver impresso una facies severa nei volti dei personaggi. A tal riguardo è utile effettuare un confronto con il polittico dipinto per la chiesa di Santa Maria dei Servi ad Orvieto e conservato oggi all'Isabella Stewart Gardner Museum di Boston (1320-1322 circa) e con un'altra Madonna col Bambino che è lo scomparto centrale di un polittico in origine realizzato per la chiesa di San Francesco ad Orvieto e conservato anch'esso nel Museo dell'Opera del Duomo di Orvieto (1322-1323 circa). Questi due polittici orvietani precedenti avevano volti più sereni, quasi un cenno di sorriso. Il polittico domenicano vede anche un minor uso di ornamentazioni a livello delle vesti dei personaggi. Sono infatti scomparse le spille che sovente apparivano sul petto delle figure femminili. Compaiono invece nuovi motivi decorativi, come il doppio giro di archi acuti sui bordi esterni delle aureole e un nuovo punzone esfoliato a sette buchi. Quest'ultimo era stato utilizzato anche nel polittico francescano, ma solo nell'aureola del bambino.
Tutti questi nuovi elementi ricorreranno anche in opere successive di Simone Martini, evidenziando come questo polittico orvietano dipinto per i domenicani sia un'opera di svolta nell'arte del maestro senese.